# Frontispício
Em arquitetura, frontispício é um elemento arquitetônico constituído, genericamente, pelos elementos decorativos da parte frontal de uma construção, sobretudo na área da fachada. A sua composição reflete o período histórico da obra arquitetónica, sendo característico de uma escola.

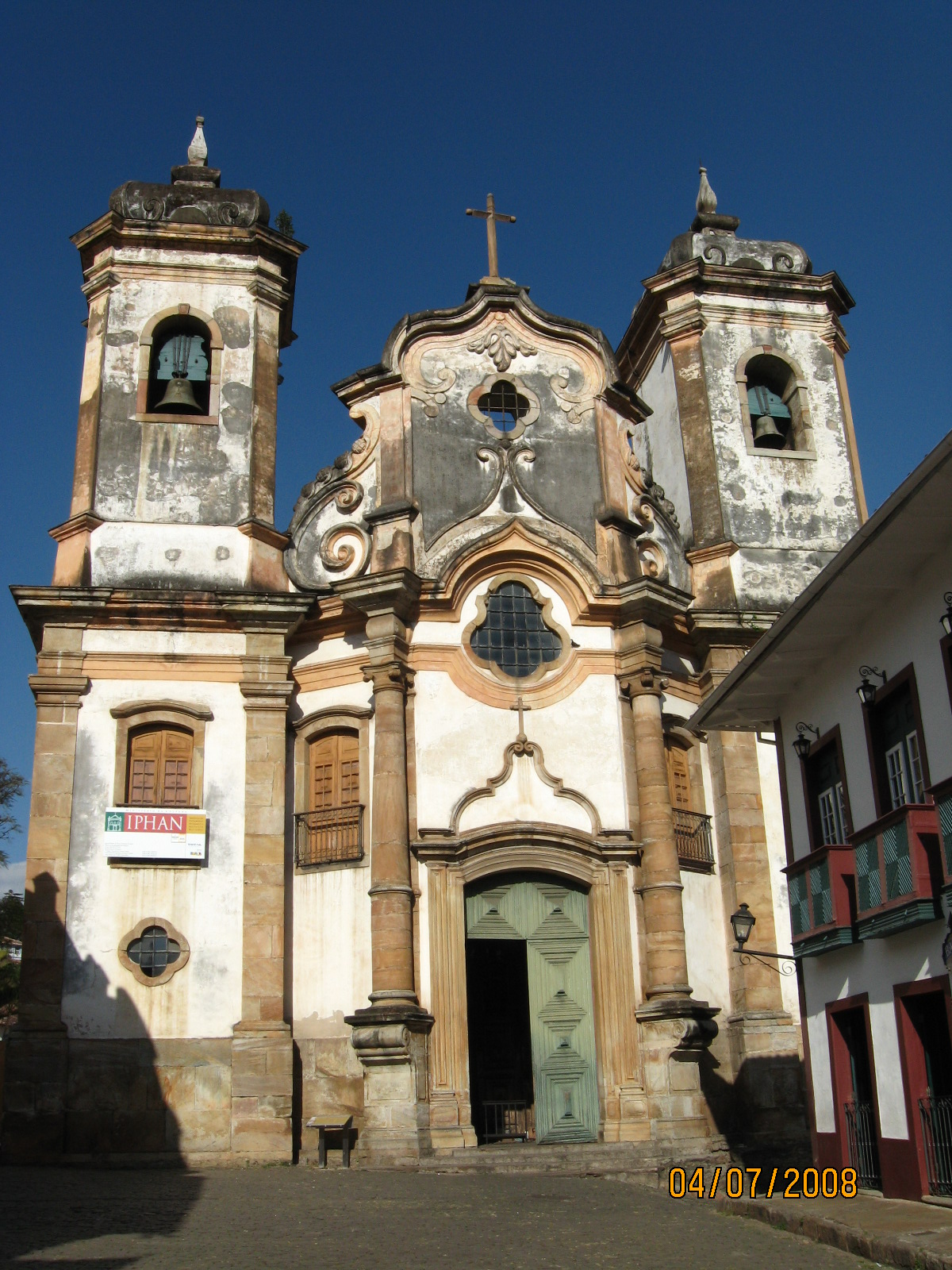
Igreja Matriz de Nossa Senhora do Pilar

O período do Barroco, sobretudo na região das Minas Gerais, apresentou frontispícios de igrejas característicos, mas divergentes em relação ao status da classe social frequentadora da igreja. As igrejas Matrizes mantiveram o frontispício tradicional, reto e fiel à planta retangular do resto do edifício. Os frontispícios deveriam manter a horizontalidade, seguindo o padrão angular do resto do edifício (valorização dos ângulos retos). Nas matrizes, valorizava – se o embelezamento do interior do prédio, através dos douramentos e ornamentos, enquanto que a fachada era relegada a um segundo plano. Atribui – se a isso a ideia de que o sagrado estava apenas dentro do prédio, sendo a fachada constituinte de um ambiente profano, além da ausência de verbas, muitas vezes, para a construção de uma fachada mais rica.
Com o boom econômico decorrente do ciclo do ouro e o desenvolvimento das vilas e cidades mineiras, a arquitetura mineira se desvinculou do tradicionalismo e passou a inovar. Foi necessário incluir mais torres para abrigar os sinos (torres sineiras), sendo comum as igrejas dessa fase apresentarem duas torres, uma em cada extremidade horizontal. O frontispício precisou ser alterado com a adição dessa nova torre e com a alteração interna da igreja: a adoção das tribunas e a expansão da nave fez com que fosse preciso alterar arquitetonicamente a construção: o frontispício passou a ser mais alongado e perdeu a sequencialidade com as torres, que passaram a ser localizadas, a partir de uma visão frontal do edifício, em um ponto posterior à fachada.
Algumas igrejas resolveram inovar ainda mais em seus frontispícios. Feita por Antônio Francisco Lisboa, o Aleijadinho, o frontispício da capela de Nossa Senhora do Carmo, em Ouro Preto, rompeu com o retilíneo e adotou formas curvilíneas, extremamente valorizadas pela Arquitetura Rococó. Aleijadinho ainda adotou outras inovações técnicas na fachada, na Capela de Nossa Senhora dos Anjos, ao adotar um frontispício de largura reduzida, adicionando colunas e adicionando uma porta frontal feita de pedra sabão, sua marca. Essa obra, em especial, a proporção entre a altura das torres (b) e a largura do frontispício (a) é áurea, ou seja, b/a = a+b/b.
De forma geral, as igrejas Matrizes mantem a arquitetura tradicional, com o frontispício e as torres em um mesmo plano, devido à influência da arquitetura portuguesa e o desejo do rei em manter as Matrizes como símbolo da coroa. As igrejas das Ordens Terceiras, por não estarem diretamente vinculadas com a metrópole, foram mais inovadoras e romperam com o padrão português, buscando apoio sobretudo na arquitetura da Europa Central.